# Тёмно-бурый тритон
Тёмно-бурый тритон (лат. Paramesotriton guangxiensis) — вид амфибий из рода бородавчатых тритонов (лат. Paramesotriton) отряда хвостатых земноводных.

## Ареал
Эндемичный вид. Единственное известное место обитания — рядом с населённым пунктом Paiyang shan в уезде Ningming провинции Гуанси, находящимся на высоте 470 метров над уровнем моря.

## Описание
Общая длина от 12 до 14 сантиметров. Животные имеют треугольную голову, более широкую чем туловище. Хвост короче, чем туловище. Кожа зернистая, с выдающимся позвоночным хребтом.
Цвет кожи спины тёмно-коричневый, брюхо тёмное с неравномерно расположенными крупными жёлтыми и оранжевыми пятнами. Окраска самок более яркая.

## Образ жизни
Животные обитают в медленно текущих протоках и прилегающих к ним территориях.